# Роберто Нурсе
Роберто Нурсе (ісп. Roberto Nurse; нар. 16 грудня 1983, Куернавака) — панамський футболіст, нападник.
Виступав, зокрема, за «Крус Асуль» та низку інших мексиканських команд, а також національну збірну Панами.

## Клубна кар'єра
У дорослому футболі дебютував 2002 року виступами за команду клубу «Колібрієс», в якій провів один сезон, взявши участь лише у 6 матчах чемпіонату.
Згодом з 2003 по 2009 рік грав у складі команд клубів «Сакатепек», «Керетаро», «Леон», «Атланте», «Керетаро», «Селайа» (на правах оренди), «Керетаро», «Чівас США», «Веракрус» та «Гуеррерос Ермозілло» (на правах оренди).
На правах оренди провів сезон у складі клубу «Крус Асуль». Більшість часу, проведеного у складі «Крус Асуль», був основним гравцем атакувальної ланки команди. У складі «Крус Асуль» був одним з головних бомбардирів команди, маючи середню результативність на рівні 0,34 голу за гру першості.
Протягом 2011—2015 років захищав кольори клубів «Ла П'єдад», «Коррекамінос» та «Дорадос де Сіналоа».
До складу клубу «Сакатекас» приєднався 2016 року. Відіграв 122 матчі, забивши 65 голів у національному чемпіонаті.
Один сезон провів у складі команди «Пачука», згодом ще по сезону відіграв за клуби «Тласкала» та «Депортіво Ачуапа».

## Виступи за збірну
2014 року дебютував в офіційних матчах у складі національної збірної Панами. Провів у формі головної команди країни 20 матчів, забивши 3 голи.
У складі збірної був учасником розіграшу Золотого кубка КОНКАКАФ 2015 року в США і Канаді, на якому команда здобула бронзові нагороди, розіграшу Кубка Америки 2016 року в США.

## Титули і досягнення
- Бронзовий призер Золотого кубка КОНКАКАФ: 2015